# Număr abundent

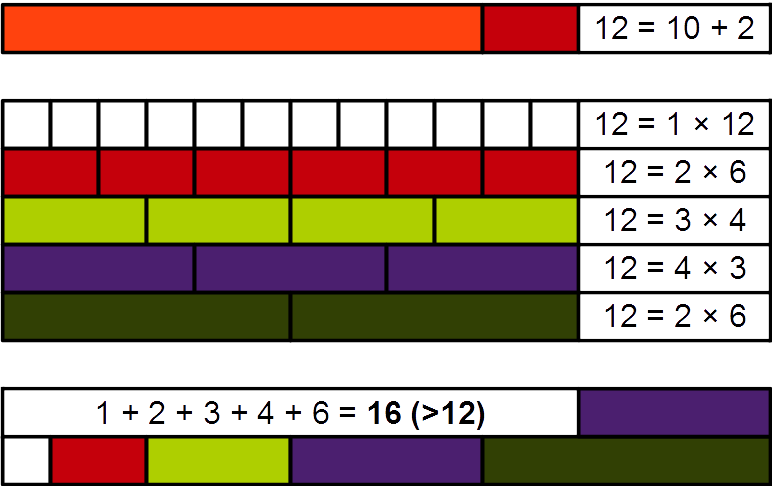
Demonstrație, cu rigle Cuisenaire, a abundenței numărului 12 - primul număr abundent

În teoria numerelor, un număr abundent sau excesiv este un număr care este mai mic decât suma alicotă a divizorilor săi. Diferența se numește abundența sa. (Prin contrast, dacă numărul este mai mare decât suma alicotă a divizorilor săi sau perfect egal se numește număr deficient.)
Numărul întreg 12 este primul număr abundent. Divizorii săi proprii sunt 1, 2, 3, 4 și 6, astfel suma alicotă a lui 12 este 16. Numărul 12 are o abundență de 4, adică (16-12).

## Definiție
Un număr n pentru care suma divizorilor σ(n) > 2n, sau, echivalent, suma divizorilor proprii (sau suma alicotă) s(n) > n.
Abundența este valoarea σ(n) − 2n (or s(n) − n).

## Exemple
Primele numere abundente sunt:
12, 18, 20, 24, 30, 36, 40, 42, 48, 54, 56, 60, 66, 70, 72, 78, 80, 84, 88, 90, 96, 100, 102, 104, 108, 112, 114, 120, 126, 132, 138, 140, 144, 150, 156, 160, 162, 168, 174, 176, 180, 186, 192, 196, 198, 200, 204, 208, 210, 216, 220, 222, 224, 228, 234, 240, 246, 252, 258, 260, 264, 270, ...
De exemplu, divizorii proprii ai lui 24 sunt 1, 2, 3, 4, 6, 8 și 12, a căror sumă este 36. Deoarece 36 este mai mare decât 24, numărul 24 este abundent. Abundența sa este de 36 - 24 = 12.

## Proprietăți
Orice multiplu al unui număr perfect sau al unui număr abundent este un număr abundent.
Orice număr mai mare decât 20161 poate fi exprimat ca suma a două numere abundente.

## Număr abundent primitiv
Un număr abundent ai cărui divizori, exceptând numărul însuși, sunt toți deficienți se numește număr abundent primitiv.
Primele 28 de numere abundente primitive sunt:
20, 70, 88, 104, 272, 304, 368, 464, 550, 572 ...